# Зегаја (Мехединци)
Зегаја (рум. Zegaia) насеље је у Румунији у округу Мехединци у општини Прунишор. Oпштина се налази на надморској висини од 292 m.

## Становништво
Према подацима из 2002. године у насељу је живело 494 становника, од којих су сви румунске националности.